# Massacre de Suzano
Massacre de Suzano foi um massacre escolar ocorrido em 13 de março de 2019, na Escola Estadual Professor Raul Brasil no município de Suzano, no estado de São Paulo.
Dois atiradores, ex-alunos, mataram cinco estudantes e duas funcionárias da escola. Antes do ataque, num comércio próximo à escola, a dupla também matou o tio de um dos assassinos. Após o massacre, um dos atiradores matou o comparsa e em seguida cometeu suicídio. Foi a nona vez que esse tipo de crime ocorreu em escolas brasileiras.

## Ataque
O crime aconteceu por volta das 9:30 da manhã de uma quarta-feira, 13 de março de 2019, na Escola Estadual Professor Raul Brasil, localizada na rua Otávio Miguel da Silva, em Suzano, Região Metropolitana de São Paulo.
Guilherme Taucci Monteiro, de 17 anos, e Luiz Henrique de Castro, de 25 anos, entraram encapuzados, com coturnos táticos e balaclavas de caveira na unidade escolar, efetuando diversos disparos de arma de fogo durante o horário do intervalo e atingindo dezenas de pessoas. Antes do crime, no mesmo dia, um dos assassinos postou uma série de imagens em uma rede social, em que ele aparecia com a máscara de caveira, portando a arma de fogo utilizada e fazendo um símbolo de arma com a mão na cabeça.
Conforme o Censo Escolar de 2017, a instituição possui 358 alunos da segunda etapa do fundamental (6º ao 9º ano) e 693 estudantes do ensino médio. A instituição foi isolada pela polícia, que encontrou um revólver calibre 38, jet loaders, dispositivos plásticos para recarregamento rápido de arma, uma besta, um arco e flecha tradicional, garrafas que aparentavam ser coquetéis molotov, uma machadinha e uma mala com fios que levou ao acionamento do esquadrão antibombas.
Momentos antes do ataque à escola, por volta das 9 horas, Guilherme Taucci havia atirado em seu tio, o comerciante Jorge Antônio de Moraes, dentro de uma revendedora de veículos de Jorge, nas proximidades. O homem foi levado ao hospital mas não resistiu aos ferimentos, morrendo horas depois. Segundo o que se apurou nas investigações, além de Jorge, eles também planejavam matar mais uma pessoa, um eletricista vizinho de Luiz Henrique, que seria morto por este, pois haviam tido um desentendimento meses antes. Era uma espécie de pacto entre os dois criminosos, em que cada um mataria um desafeto antes do massacre na escola. Uma hora e meia antes do ataque à escola, Luiz Henrique foi até a casa do vizinho. Ao encontrar o portão trancado, passou a chamá-lo insistentemente, mas o homem não atendeu e Luiz foi embora.
Os assassinos supostamente buscaram ajuda para planejar o atentado no Dogolachan, um imageboard, fórum onde todos os participantes são anônimos, também conhecido como chan, abreviatura de channel. O fórum é conhecido por sua apologia ao terrorismo e à violência, com conteúdos pautados em intolerâncias às minorias e machismo.
De acordo com as apurações, entre as motivações que levaram ao massacre estavam o bullying, isolamento social e o desejo de superar o massacre em uma escola de Columbine, nos Estados Unidos, pois queriam ser lembrados pela quantidade de mortes e armas. Tinham o pensamento de que faziam um "ato heroico". Um terceiro suspeito, que não participou do ato e esteve envolvido diretamente, afirmou que eles também tinham a intenção de realizarem estupros.
Antes deste ataque, outros oito já haviam ocorrido em escolas brasileiras, entre 2002 e 2018.

### Responsáveis

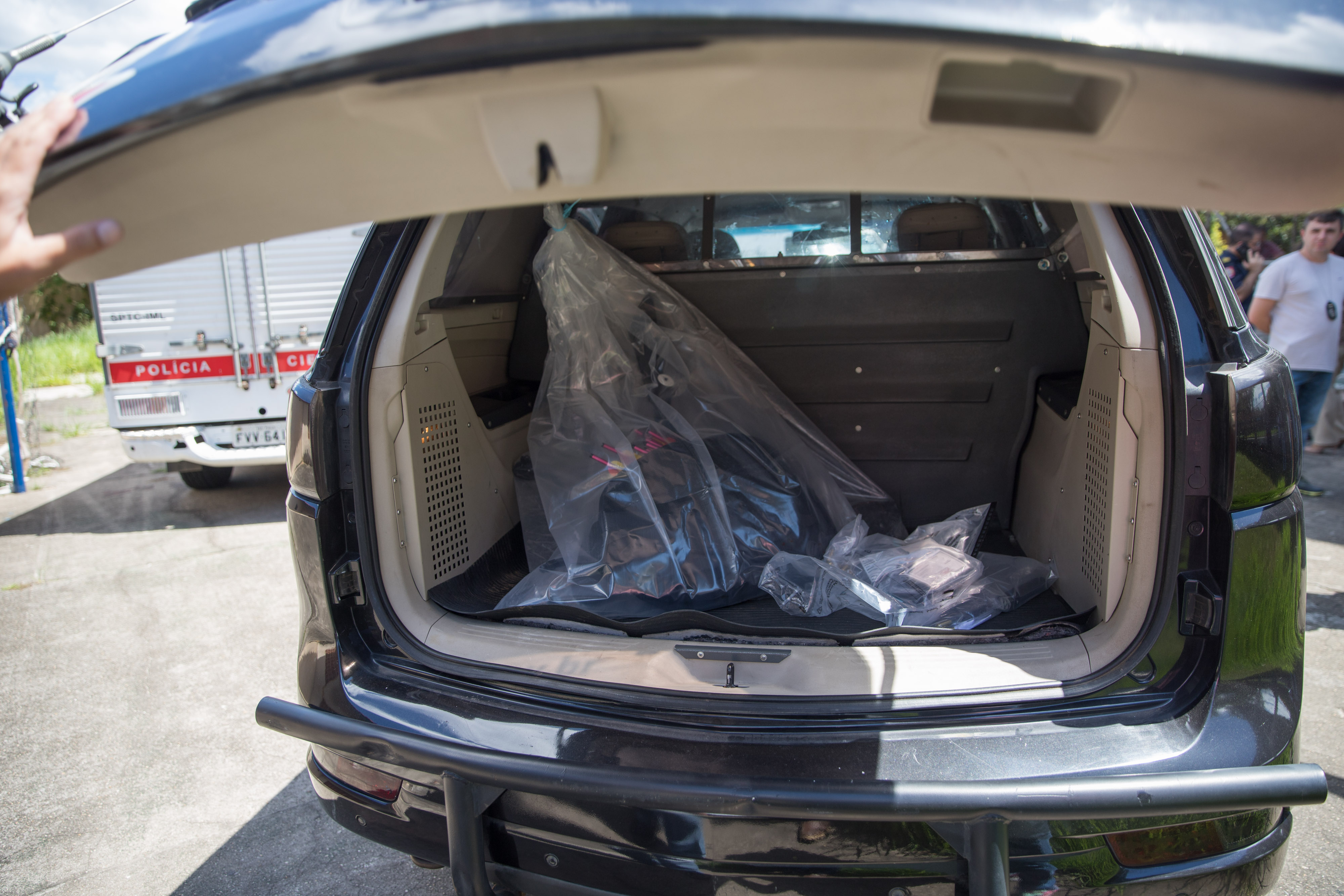
Armas utilizadas pelos assassinos durante o ataque

Guilherme Taucci Monteiro (5 de julho de 2001 – 13 de março de 2019), então com 17 anos de idade, foi aluno da Escola Estadual Professor Raul Brasil e teria largado a escola alegando estar sofrendo bullying. O jovem morava com os avós, pois sua mãe era uma usuária de drogas. Guilherme gostava da cultura gótica e simpatizava com o nazismo. O pai de Luiz Henrique, seu melhor amigo e com quem invadiu a escola, havia prometido arrumar uma vaga para ele no mesmo serviço de limpeza e conservação de praças em São Paulo. Segundo seu avô, Guilherme frequentava uma LAN house com Luiz Henrique e não estranhava que ele tivesse dinheiro para os jogos ou para compras pela internet, porque o neto sempre fazia bicos. O último deles havia sido como vendedor num quiosque de cachorro quente, onde ganhou 600 reais. Com a morte da avó quatro meses antes do crime, Guilherme passou a dar sinais de depressão clínica. Guilherme e Luiz se conheceram na infância e, desde então, andavam sempre juntos. Os programas da dupla dos últimos tempos eram passeios pelo shopping e visitas regulares à LAN house do bairro, onde costumavam jogar jogos de tiro em primeira pessoa.
Luiz Henrique de Castro (16 de março de 1993 – 13 de março de 2019), de 25 anos de idade, também foi aluno da Escola Estadual Professor Raul Brasil. Vivia com os pais, um irmão mais velho e o avô, de 80 anos. Segundo seus vizinhos, trabalhava com jardinagem em uma empresa na Zona Leste de São Paulo. César Expedito, amigo de Luiz havia 14 anos, declarou que ele gostava de jogar bola e videogame e nunca havia demonstrado comportamento agressivo. Segundo César, Luiz estudou um ano na Escola Raul Brasil mas concluiu o ensino médio em supletivo em outra escola, nunca havia sido expulso e trabalhava em Guaianases.
A Justiça condenou um jovem de 17 anos acusado de ser o terceiro envolvido no massacre, que foi internado provisoriamente por 45 dias em uma unidade da Fundação CASA. Na casa do adolescente, os policiais encontraram desenhos de pessoas mortas, mensagens criptografadas e uma bota militar muito semelhantes às achadas na casa dos dois atiradores. Um vídeo mostrava que Guilherme Taucci e o jovem de 17 anos foram até um estande de tiros e treinaram disparos com armas airsoft e arco e flechas, cinco dias antes do ataque. Segundo a Polícia Civil, o adolescente teria participado ainda da compra do machado usado para ferir alunos e professores. Após a apreensão do jovem, a delegacia de Suzano considerou que ele foi o autor intelectual do ataque à escola, ao lado de Guilherme, embora ainda não soubesse o que teria provocado a saída dele da efetivação do ataque. Os detalhes do processo correm em segredo de Justiça. A defesa do adolescente apreendido contestou as acusações.

## Vítimas

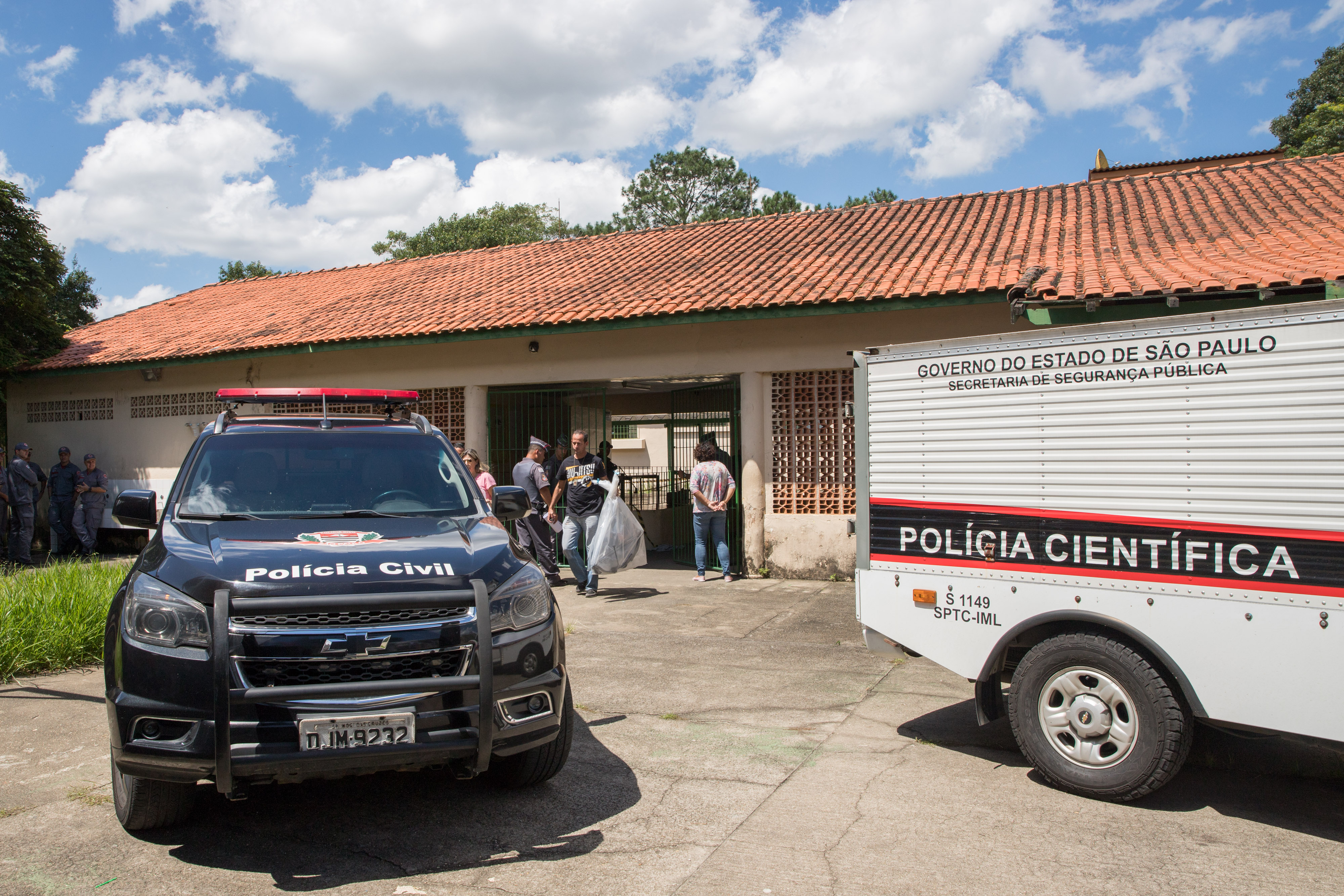
Escola Raul Brasil em 13 de março de 2019

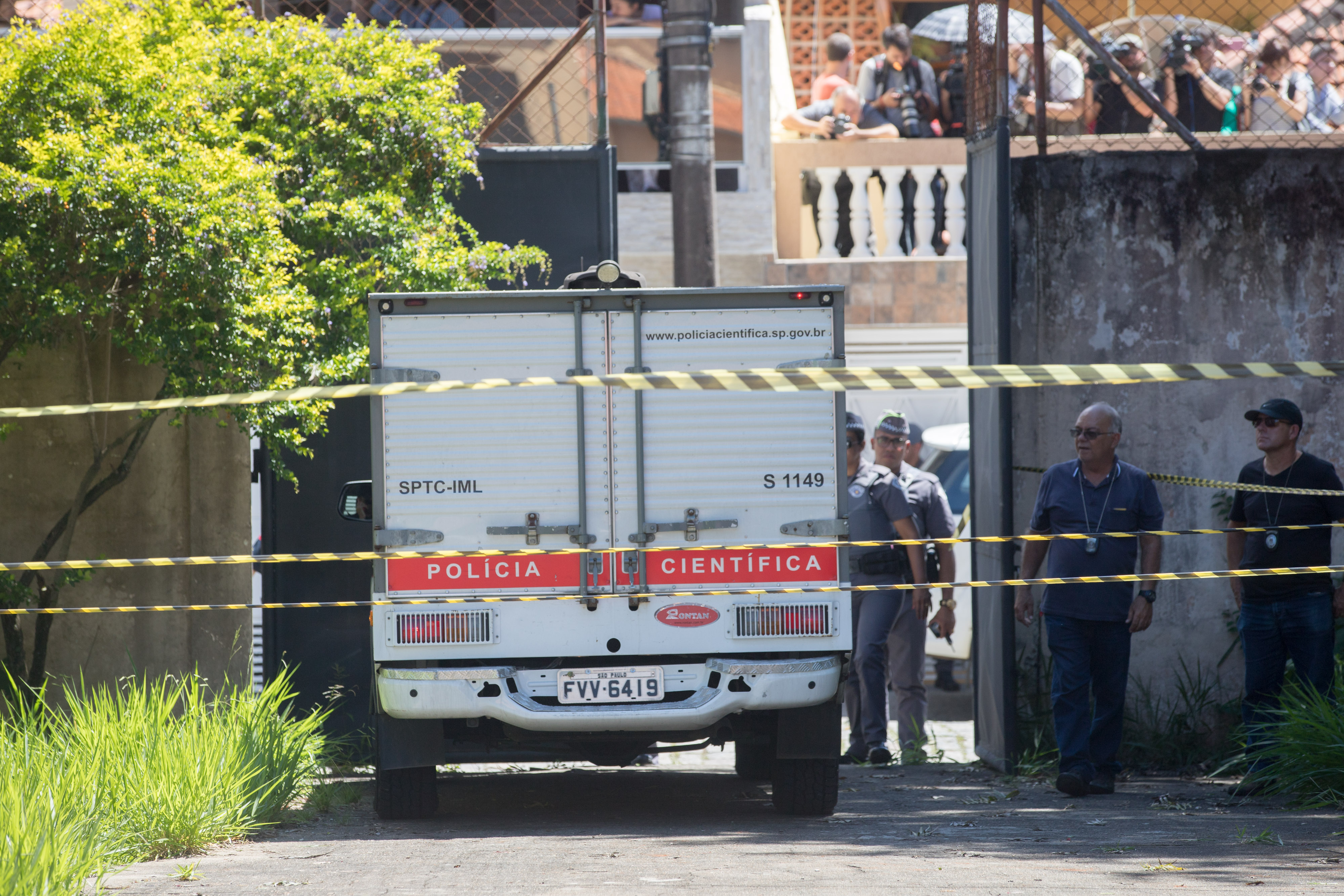
Carro da Polícia Científica ao entrar na escola atacada

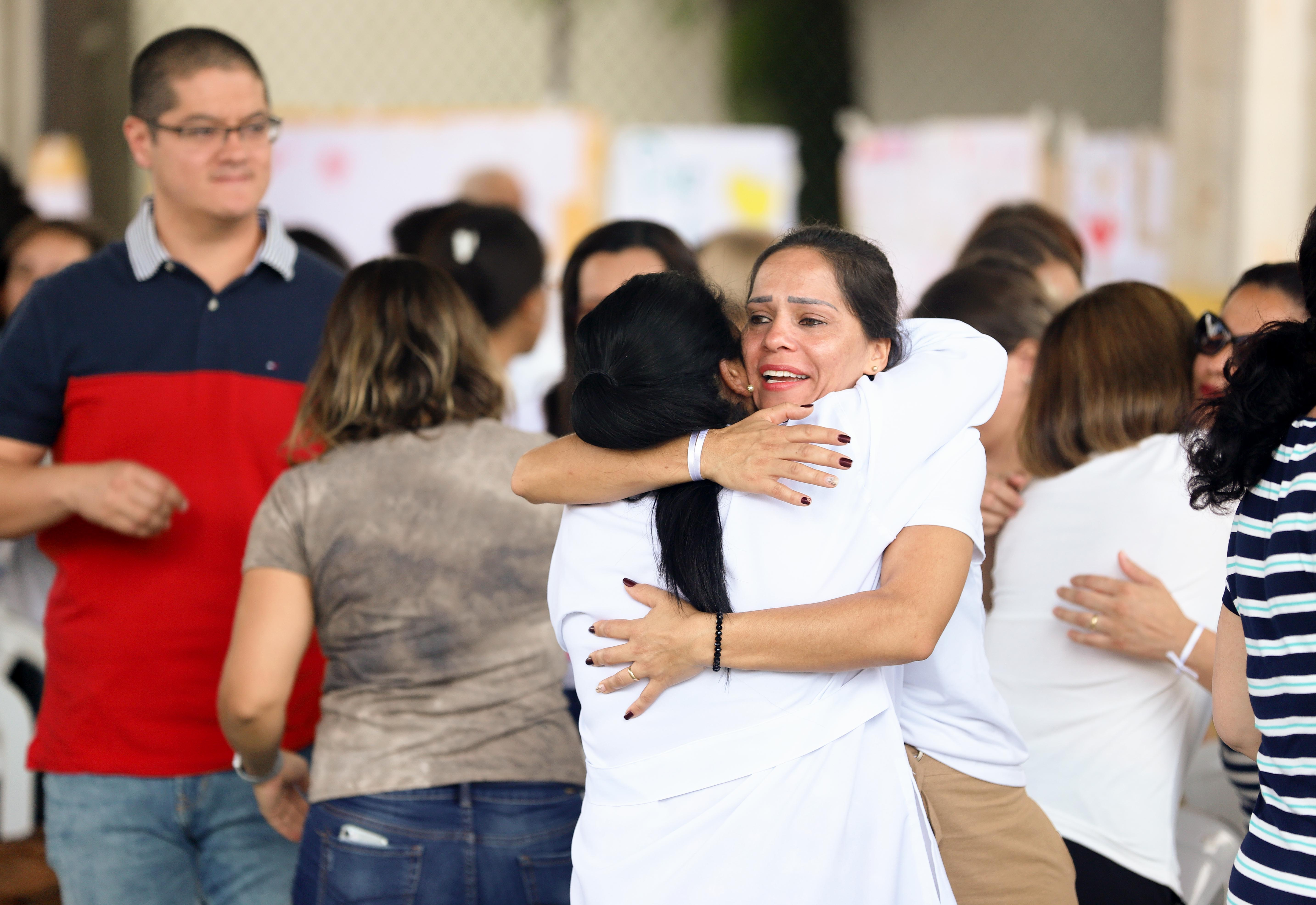
Culto Ecumênico realizado na Escola Estadual Professor Raul Brasil após o ataque

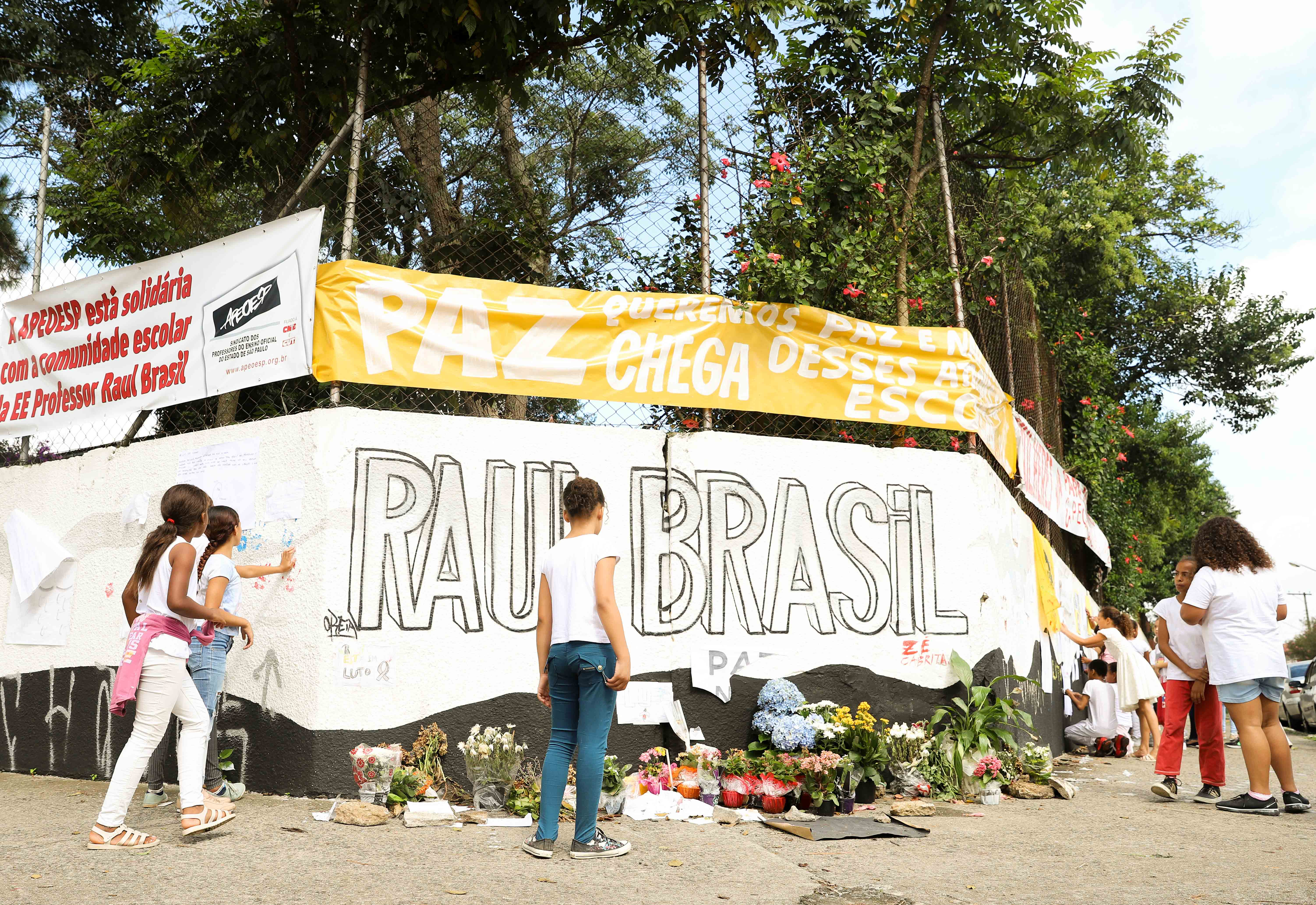
Memorial às vítimas feito em frente ao colégio

Duas vítimas fatais eram funcionárias da escola. A primeira a receber os disparos foi a professora Marilena Ferreira Vieira Umezo, coordenadora pedagógica. A outra funcionária morta, Eliana Regina de Oliveira Xavier, era inspetora (agente de organização escolar). Logo depois de atingir as funcionárias, um dos atiradores se dirigiu ao pátio, enquanto o outro em seguida entra na escola e com uma machadinha começou a desferir golpes nas vítimas já caídas. Os alunos, desesperados, correram escola afora, enquanto o segundo atirador a entrar tentava acertar com golpes de machadinha a todos que por ele passavam correndo. Cinco alunos do ensino médio foram mortos, sendo que quatro morreram ainda na instituição de ensino e um no hospital.
O ataque também deixou onze estudantes feridos, que foram levados para hospitais próximos. Duas dessas vítimas, que apresentavam estado clínico mais grave, foram transferidas para o Hospital das Clínicas, em São Paulo. Segundo a polícia, Guilherme Taucci, o atirador mais jovem, matou o comparsa Luiz Henrique de Castro e logo em seguida cometeu suicídio. Ambos eram ex-alunos da escola.

### Mortos
Fonte: Portal G1
| Nome                                | Idade   | Obs.                                                      |
| ----------------------------------- | ------- | --------------------------------------------------------- |
| Jorge Antônio de Moraes             | 51 anos | Tio de Guilherme, morto por este antes do ataque à escola |
| Marilena Ferreira Vieira Umezo      | 59 anos | Coordenadora pedagógica                                   |
| Eliana Regina de Oliveira Xavier    | 38 anos | Inspetora                                                 |
| Caio Oliveira                       | 15 anos | Aluno                                                     |
| Claiton Antônio Ribeiro             | 17 anos | Aluno                                                     |
| Douglas Murilo Celestino            | 16 anos | Aluno                                                     |
| Kaio Lucas da Costa Limeira         | 15 anos | Aluno                                                     |
| Samuel Melquíades Silva de Oliveira | 16 anos | Aluno                                                     |
| Luiz Henrique de Castro             | 25 anos | Agressor, morto pelo comparsa Guilherme                   |
| Guilherme Taucci Monteiro           | 17 anos | Agressor, cometeu suicídio                                |

## Reações

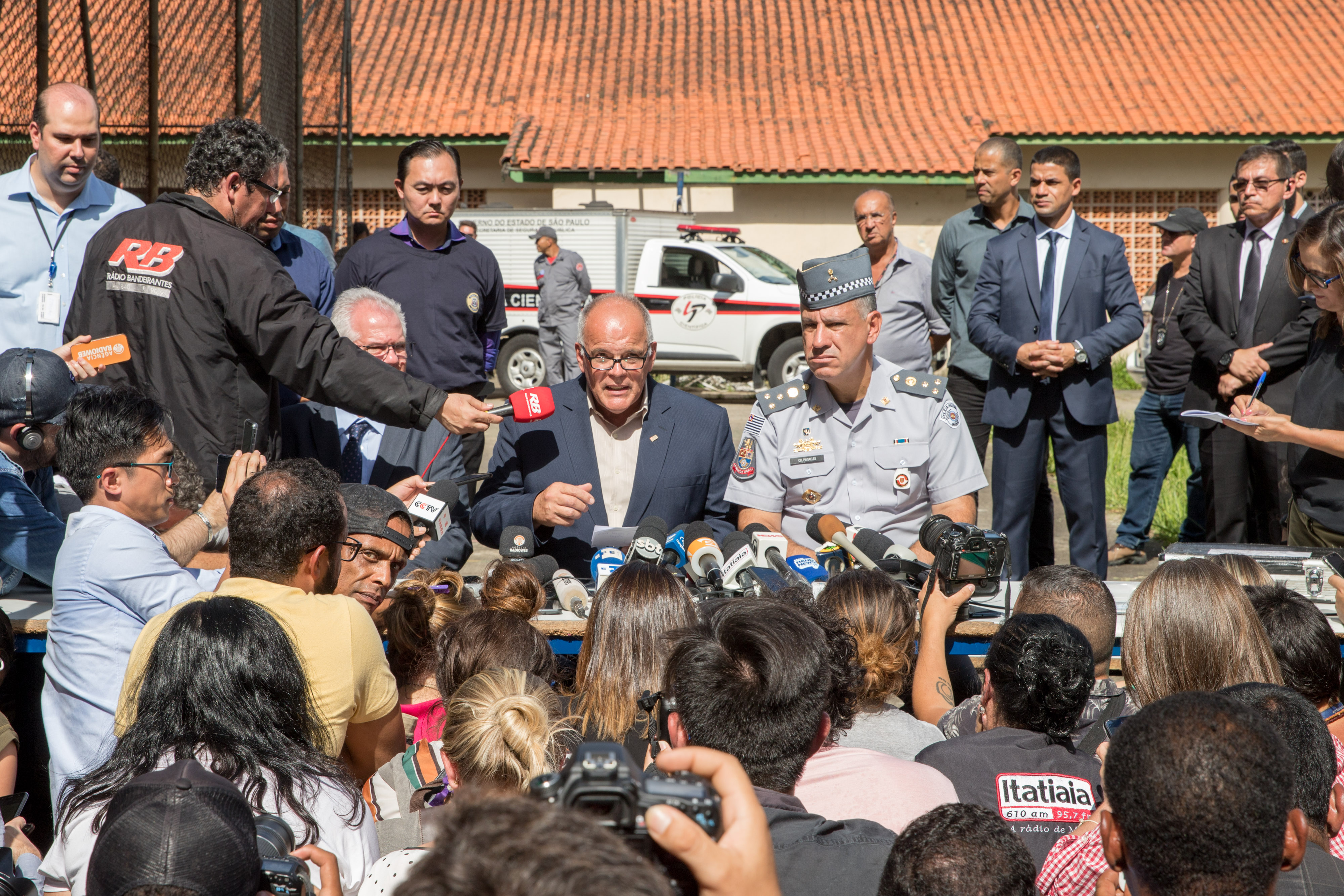
Secretários da Segurança Pública participam de coletiva de imprensa na Escola Raul Brasil

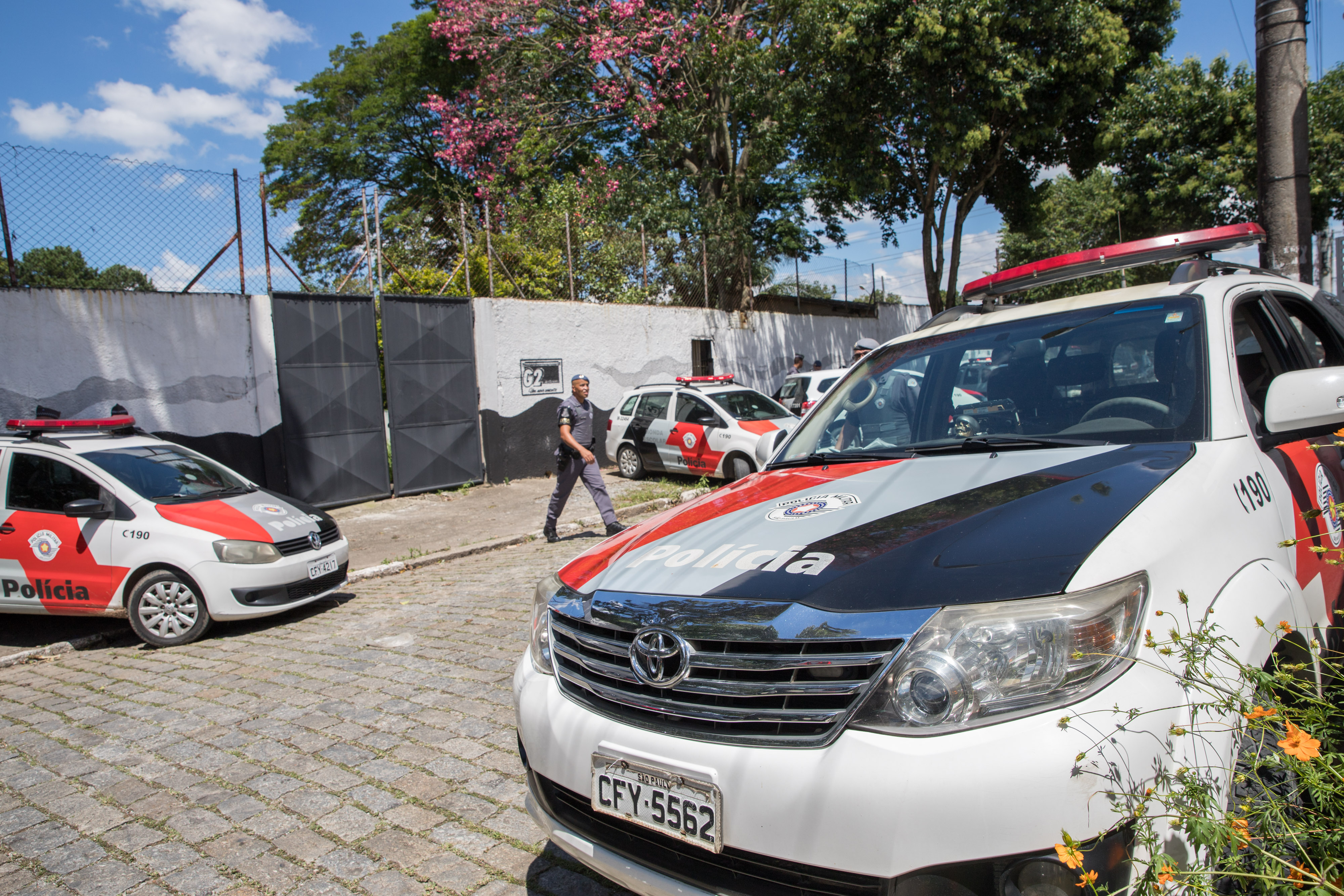
Viaturas da PMESP em frente ao local do ataque

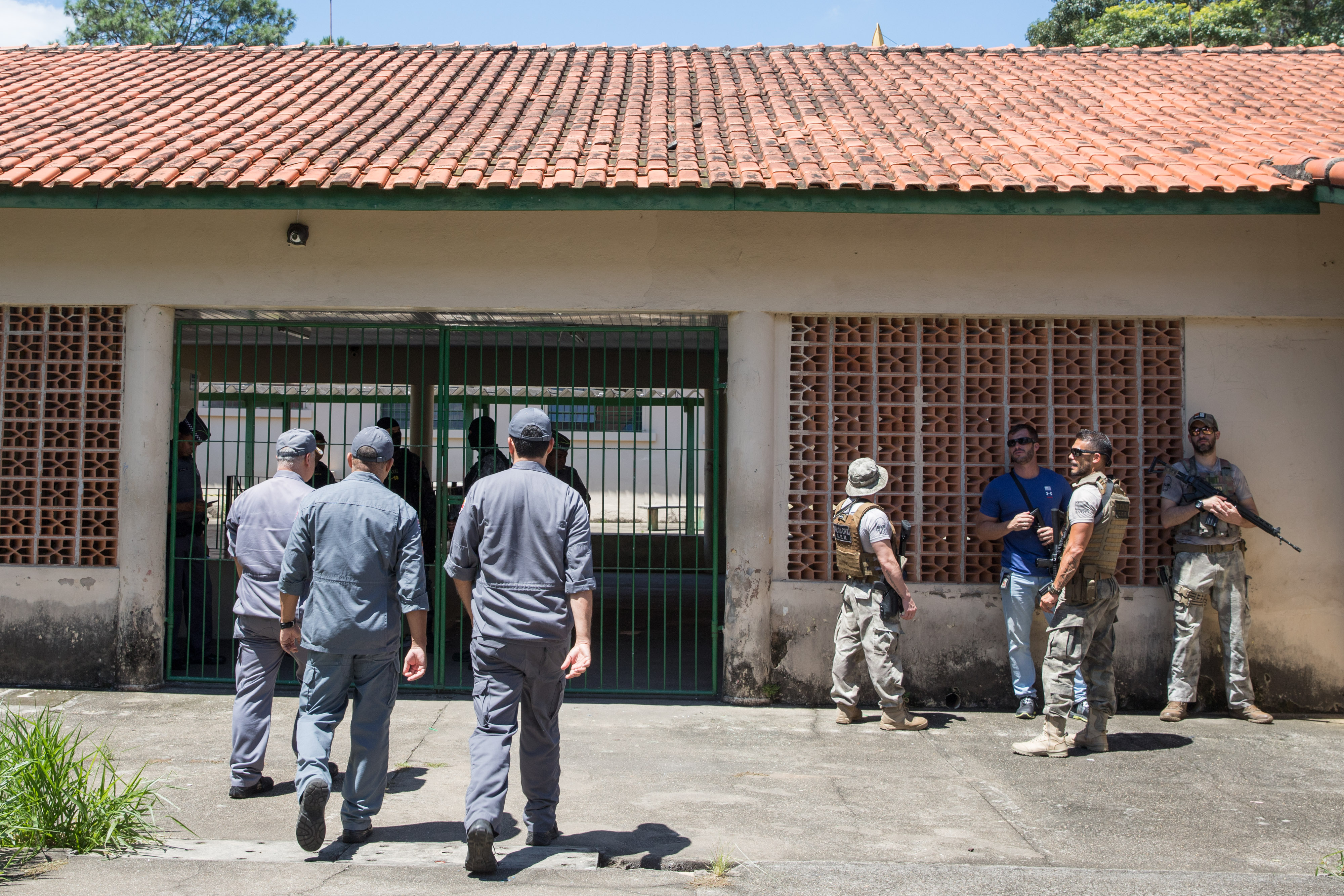
Policiais na entrada da escola

Diversas autoridades, políticos, parlamentares, artistas e demais personalidades lamentaram as mortes ocorridas diante do massacre na região metropolitana de São Paulo. O atentado foi comemorado por células neonazistas, e o túmulo de Taucci passou a ser visitado por admiradores.

### Governo estadual
O governador João Doria cancelou a agenda do dia e chegou à escola em um helicóptero, acompanhado do secretário Estadual de Educação, Rossieli Soares, do secretário de Segurança, o general João Camilo Pires de Campos, e do comandante da PM, o coronel Salles. Doria e os secretários lamentaram profundamente o ocorrido e decretou luto de 3 dias no estado.

### Governo federal
Após seis horas da tragédia, o presidente Jair Bolsonaro se pronunciou pelo Twitter, prestando condolências aos familiares das vítimas. O Ministro da Educação, Ricardo Vélez Rodríguez, expressou solidariedade: "Meus sentimentos às famílias. Expresso meu repúdio a essa manifestação de violência. Acompanharei de perto a apuração dos fatos". O Ministro-Chefe da Casa Civil, Onyx Lorenzoni, mandou condolências às famílias das vítimas através de sua conta no Twitter. A Ministra da Mulher, da Família e dos Direitos Humanos, Damares Alves, lamentou o ocorrido e colocou o Ministério à disposição para prestar a assistência necessária.

### Poder legislativo
Rodrigo Maia, Presidente da Câmara dos Deputados, manifestou sua solidariedade às famílias das vítimas e falou que "é hora de o Brasil unir forças e competências para compreender o que houve e impedir a repetição de massacres como este". Após a tragédia ser noticiada, parlamentares levantaram novamente a questão polêmica do desarmamento, bem como da ampliação na facilidade do acesso a armas de fogo no Brasil. Personalidades políticas utilizaram das redes sociais para fazerem críticas ao acesso de armas de fogo. O presidente do Senado, Davi Alcolumbre, também se solidarizou com os familiares das vítimas, através de sua conta no Twitter, e falou que espera "que as reais causas dessa tragédia sejam descobertas".

### Poder judiciário
O Supremo Tribunal Federal, através do seu presidente, o ministro Dias Toffoli, divulgou nota de pesar e solidariedade para com as famílias e amigos das vítimas, que foi lida na abertura da sessão ordinária do Plenário na tarde do dia 13 de março. O ministro também manifestou preocupação com toda a sociedade que, segundo a nota, "é vítima deste tipo de tragédia" e que "não podemos aceitar que o ódio entre em nossa sociedade".

### Imprensa
A tragédia ganhou notoriedade na imprensa nacional e chamou a atenção também da imprensa internacional, sendo veiculada em jornais como BBC News, Le Figaro, Focus, El País, The Guardian, entre outros. Parte da imprensa repercutiu também o fato do presidente Jair Bolsonaro não ter se pronunciado publicamente sobre a tragédia tão logo as informações se confirmavam, fazendo-o apenas seis horas após o ocorrido, via Twitter. A postagem por meio de seu perfil na rede social veio após pronunciamentos de ministros de estados e do vice-presidente Hamilton Mourão.